# Tour de France 2024/8. Etappe
Die 8. Etappe der Tour de France 2024 fand am 6. Juli 2024 statt. Sie führte die 111. Austragung des französischen Etappenrennens in die nördlichere Region Grand Est. Der Start erfolgte in Semur-en-Auxois, ehe das Ziel nach 183,4 großteils flachen Kilometern in Colombey les Deux Églises erreicht wurde. Nach der Etappe haben die Fahrer 1324,4 Kilometer absolviert, was 37,87 % der Gesamtdistanz entspricht.
Den Etappensieg sicherte sich der Eritreer Biniam Girmay (Intermarché-Wanty), der sich im Sprint vor Jasper Philipsen (Alpecin-Deceuninck) und Arnaud De Lie (Lotto Dstny) durchsetzte. Tadej Pogačar (UAE Team Emirates) verteidigte das Gelbe Trikot.

## Streckenverlauf
Der neutralisierte Start erfolgte in Semur-en-Auxois auf der Rue de la Liberté (D954). Nach wenigen Metern bogen die Fahrer auf die D103N ab, ehe sie über die Rue du Huit Mai zur D970 gelangten. Dieser folgten sie bis Saint-Euphrône. Über eine kleine Nebenstraße ging es im Anschluss nach Villenotte, ehe das Rennen nach 8,8 Kilometern auf der D9 freigegeben wurde.
Nach dem offiziellen Start führte die Strecke über Pouillenay und Vitteaux in Richtung Südosten, ehe mit der Côte de Vitteaux (493 m), Côte de Villy-en-Auxois (480 m) und der Côte de Verrey-sous-Salmaise (518 m) drei Bergwertungen innerhalb von 15 Kilometern folgten. Während Erstere und Letztere als Anstiege der 3. Kategorie galten, wurde die Côte de Villy-en-Auxois als Bergwertung der 4. Kategorie klassifiziert. Die Wertungen wurden bei den Kilometermarken 24,1, 32,5 und 38,8 abgenommen. Von Saint-Seine-l’Abbaye ging es im Anschluss in Richtung Norden, wo in Lamargelle der einzige Zwischensprint bei Kilometer 59 erfolgte. Auf hügligem Terrain ging es über Minot zur Côte de Santenoge (459 m), die nach 96,7 Kilometern auf der D150 überquert wurde. Sie galt ebenfalls als Bergwertung der 4. Kategorie. Nach einer nicht-kategorisierten Steigung bei Bay-sur-Aube, folgte die letzte Bergwertung der 4. Kategorie 61 Kilometer vor dem Ziel auf der D154. Sie trägt den Namen Côte de Giey-sur-Aujon (396 m) und weist auf einer Länge von 1,2 Kilometern eine durchschnittliche Steigung von 8,4 % auf. Die nachfolgenden Kilometer führten flacher über Leffonds, Chaumont und Bologne, ehe 14 Kilometer vor dem Ziel bei Sexfontaines eine kurze, nicht-kategorisierte Steigung folgte. Die letzten flachen Kilometer führten auf der D619 nach Colombey les Deux Églises. Der Zielstrich befand sich auf der Route Nationale 19, wobei die letzten Meter leicht anstiegen.
|                            | Ort                                 | Kilometer | Länge (km) | Höhe (m) | Ø Steigung |
| -------------------------- | ----------------------------------- | --------- | ---------- | -------- | ---------- |
| neutralisierter Start      | Semur-en-Auxois (Rue de la Liberté) | −8,8      |            |          |            |
| offizieller Start          | Juilly (D9)                         | 0,0       |            |          |            |
| Bergwertung (3. Kategorie) | Côte de Vitteaux                    | 24,1      | 2,0        | 493      | 7,3 %      |
| Bergwertung (4. Kategorie) | Côte de Villy-en-Auxois             | 32,5      | 2,4        | 480      | 5,5 %      |
| Bergwertung (3. Kategorie) | Côte de Verrey-sous-Salmaise        | 38,8      | 2,9        | 518      | 6,0 %      |
| Zwischensprint             | Lamargelle                          | 59,0      |            |          |            |
| Bergwertung (4. Kategorie) | Côte de Santenoge                   | 96,7      | 1,1        | 459      | 8,1 %      |
| Bergwertung (4. Kategorie) | Côte de Giey-sur-Aujon              | 117,7     | 1,2        | 396      | 8,4 %      |
| Ziel                       | Colombey les Deux Églises           | 183,4     |            |          |            |

## Rennverlauf
Mads Pedersen (Lidl-Trek) ging aufgrund seiner Sturzverletzungen, die er sich auf der 5. Etappe zugezogen hatte, nicht an den Start der 8. Etappe. Nachdem das Rennen bei Regen freigegeben worden war, setzten sich mit Neilson Powless, Stefan Bissegger (beide EF Education-EasyPost) und Jonas Abrahamsen (Uno-X Mobility), dem führenden in der Bergwertung, drei Fahrer vom Hauptfeld ab. Das Trio fuhr einen Vorsprung von mehr als einer Minute heraus, ehe im Anstieg der Côte de Vitteaux mit Ben Healy und Alberto Bettiol zwei weitere Fahrer der EF Eduaction-EasyPost-Mannschaft angriffen. Die beiden konnten sich jedoch nicht entscheidend lösen, wobei sich das Peloton durch die Tempoverschärfung in die Länge zog. Kurz vor der Kuppe setzte sich Romain Grégoire (Groupama-FDJ) vom Hauptfeld ab und versuchte als Solist zu der Spitzengruppe aufzuschließen, was ihm jedoch nicht gelang. Nachdem sich Neilson Powless hinter Jonas Abrahamsen einen Punkt auf der Côte de Vitteaux gesichert hatte, ließ er sich gemeinsam mit seinem Teamkollegen Stefan Bissegger zurückfallen. Im nachfolgenden Anstieg der Côte de Villy-en-Auxois kehrte allmählich Ruhe im Peloton ein, wobei mit Jordan Jegat (TotalEnergies) ein Fahrer nach wie vor versuchte zu dem Spitzenreiter aufzuschließen. Er holte hinter Jonas Abrahamsen den verbliebenen Punkt auf der Côte de Verrey-sous-Salmaise, ehe er 135 Kilometer vor Ziel vom Peloton gestellt wurde.
Nachdem Jonas Abrahamsen die ersten drei Bergwertungen gewonnen hatte, holte er auch beim Zwischensprint in Lamargelle de meisten Punkte. Im Anschluss setzte er seine Flucht als Solist fort und konnte einen maximalen Vorsprung von mehr als sechs Minuten herausfahren. Im Hauptfeld setzte sich Biniam Girmay (Intermarché-Wanty) beim Zwischensprint vor seinem Teamkollegen Gerben Thijssen durch, ehe Jasper Philipsen (Alpecin-Deceuninck), Bryan Coquard (Cofidis), Arnaud Démare (Arkéa-B&B Hotels), Sam Bennett (Decathlon AG2R La Mondiale) und Arnaud De Lie (Lotto Dstny) folgten. Nachdem Abrahamsen auch die Bergwertungen der Côte de Santenoge und Côte de Giey-sur-Aujon als Erster überquert hatte, wurde er 14 Kilometer vor dem Ziel vom Hauptfeld eingeholt. Mit Michael Matthews (Jayco AlUla), Phil Bauhaus (Bahrain Victorious), Oier Lazkano (Movistar), Oscar Onley (dsm-firmenich PostNL) und David Gaudu (Groupama-FDJ) waren zu diesem Zeitpunkt bereits namhafte Fahrer abgehängt worden.
Rund sechs Kilometer vor dem Ziel musste auch Fabio Jakobsen (dsm-firmenich PostNL) das Hauptfeld in einer kurzen Welle ziehen lassen. Zwischenzeitlich hatte es zu regnen aufgehört und die Fahrer nahmen das schnelle Finale in Angriff, ehe die letzten 1000 Meter leicht ansteigend zum Zielstrich führten. Die Cofidis-Mannschaft zog den Sprint für Bryan Coquard an, ehe Jasper Philipsen 200 Meter vor dem Ziel antrat. Der Belgier wurde jedoch auf den letzten Metern von Biniam Girmay überholt, der nach der 3. Etappe seinen zweiten Tour-de-France-Etappensieg feierte. Platz drei ging an den belgischen Meister Arnaud De Lie, der im Finale zwar die höchste Endgeschwindigkeit erreichte, jedoch keine freie Spur hatte.
In der Gesamtwertung brachte die 8. Etappe keine nennenswerten Veränderungen. Tadej Pogačar (UAE Team Emirates) lag weiterhin 33 Sekunden vor Remco Evenepoel (Soudal Quick-Step), der die Führung in der Nachwuchswertung verteidigte. Der Vorjahressieger Jonas Vingegaard (Visma-Lease a Bike) lag mit einer Minute und 15 Sekunden Rückstand auf dem dritten Gesamtrang. In der Punktewertung baute Biniam Girmay seinen Vorsprung mit seinem zweiten Etappensieg auf 88 Punkte aus, wobei Jasper Philipsen nach der Aufgabe von Mads Pedersen nun sein erster Verfolger war. Jonas Abrahamsen baute seinen Vorsprung in der Bergwertung ebenfalls aus und lag nun 13 Punkte vor Tadej Pogačar. Zudem wurde der Norweger zum zweiten Mal zum kämpferischsten Fahrer gewählt. Das UAE Team Emirates lag weiterhin an der Spitze der Mannschaftswertung. Alle 173 gestarteten Fahrer erreichten das Ziel.

## Ergebnis
| \| Etappenergebnis \| Etappenergebnis \| Etappenergebnis \| Etappenergebnis \| Etappenergebnis \| \| Fahrer \| Fahrer \| Land \| Team \| Zeit \| \| --------------- \| ------------------- \| ---------------------- \| --------------------- \| --------------- \| \| 1. \| Biniam Girmay \| Eritrea \| Intermarché-Wanty \| 4 h 04 min 50 s \| \| 2. \| Jasper Philipsen \| Belgien \| Alpecin-Deceuninck \| + 0 s \| \| 3. \| Arnaud De Lie \| Belgien \| Lotto Dstny \| + 0 s \| \| 4. \| Pascal Ackermann \| Deutschland \| Israel-Premier Tech \| + 0 s \| \| 5. \| Marijn van den Berg \| Niederlande \| EF Education-EasyPost \| + 0 s \| \| 6. \| Ryan Gibbons \| Südarfika \| Lidl-Trek \| + 0 s \| \| 7. \| Anthony Turgis \| Frankreich \| TotalEnergies \| + 0 s \| \| 8. \| Fred Wright \| Vereinigtes Königreich \| Bahrain Victorious \| + 0 s \| \| 9. \| Alex Aranburu \| Spanien \| Movistar Team \| + 0 s \| \| 10. \| Remco Evenepoel \| Belgien \| Soudal Quick-Step \| + 0 s \| |                     |                        |                       |                 |
| |                     |                        |                       |                 |
| Quellen: ProCyclingStats Cycling Quotient |                     |                        |                       |                 |
| Etappenergebnis |                     |                        |                       |                 |
| Fahrer | Fahrer              | Land                   | Team                  | Zeit            |
| 1. | Biniam Girmay       | Eritrea                | Intermarché-Wanty     | 4 h 04 min 50 s |
| 2. | Jasper Philipsen    | Belgien                | Alpecin-Deceuninck    | + 0 s           |
| 3. | Arnaud De Lie       | Belgien                | Lotto Dstny           | + 0 s           |
| 4. | Pascal Ackermann    | Deutschland            | Israel-Premier Tech   | + 0 s           |
| 5. | Marijn van den Berg | Niederlande            | EF Education-EasyPost | + 0 s           |
| 6. | Ryan Gibbons        | Südarfika              | Lidl-Trek             | + 0 s           |
| 7. | Anthony Turgis      | Frankreich             | TotalEnergies         | + 0 s           |
| 8. | Fred Wright         | Vereinigtes Königreich | Bahrain Victorious    | + 0 s           |
| 9. | Alex Aranburu       | Spanien                | Movistar Team         | + 0 s           |
| 10. | Remco Evenepoel     | Belgien                | Soudal Quick-Step     | + 0 s           |

## Gesamtstände
| \| Gesamtwertung \| Gesamtwertung \| Gesamtwertung \| Gesamtwertung \| Gesamtwertung \| \| Fahrer \| Fahrer \| Land \| Team \| Zeit \| \| ------------- \| ----------------- \| ------------------ \| -------------------------- \| ---------------- \| \| 1. \| Tadej Pogačar \| Slowenien \| UAE Team Emirates \| 31 h 21 min 13 s \| \| 2. \| Remco Evenepoel \| Belgien \| Soudal Quick-Step \| + 33 s \| \| 3. \| Jonas Vingegaard \| Dänemark \| Team Visma \\| Lease a Bike \| + 1 min 15 s \| \| 4. \| Primož Roglič \| Slowenien \| Red Bull-Bora-Hansgrohe \| + 1 min 36 s \| \| 5. \| Juan Ayuso \| Spanien \| UAE Team Emirates \| + 2 min 16 s \| \| 6. \| João Almeida \| Portugal \| UAE Team Emirates \| + 2 min 17 s \| \| 7. \| Carlos Rodríguez \| Spanien \| Ineos Grenadiers \| + 2 min 31 s \| \| 8. \| Mikel Landa \| Spanien \| Soudal Quick-Step \| + 3 min 35 s \| \| 9. \| Matteo Jorgenson \| Vereinigte Staaten \| Team Visma \\| Lease a Bike \| + 4 min 03 s \| \| 10. \| Alexander Wlassow \| Neutrales Banner \| Red Bull-Bora-Hansgrohe \| + 4 min 36 s \| |                   |                    |                            |                  |
| |                   |                    |                            |                  |
| Quellen: ProCyclingStats Cycling Quotient |                   |                    |                            |                  |
| Gesamtwertung |                   |                    |                            |                  |
| Fahrer | Fahrer            | Land               | Team                       | Zeit             |
| 1. | Tadej Pogačar     | Slowenien          | UAE Team Emirates          | 31 h 21 min 13 s |
| 2. | Remco Evenepoel   | Belgien            | Soudal Quick-Step          | + 33 s           |
| 3. | Jonas Vingegaard  | Dänemark           | Team Visma \| Lease a Bike | + 1 min 15 s     |
| 4. | Primož Roglič     | Slowenien          | Red Bull-Bora-Hansgrohe    | + 1 min 36 s     |
| 5. | Juan Ayuso        | Spanien            | UAE Team Emirates          | + 2 min 16 s     |
| 6. | João Almeida      | Portugal           | UAE Team Emirates          | + 2 min 17 s     |
| 7. | Carlos Rodríguez  | Spanien            | Ineos Grenadiers           | + 2 min 31 s     |
| 8. | Mikel Landa       | Spanien            | Soudal Quick-Step          | + 3 min 35 s     |
| 9. | Matteo Jorgenson  | Vereinigte Staaten | Team Visma \| Lease a Bike | + 4 min 03 s     |
| 10. | Alexander Wlassow | Neutrales Banner   | Red Bull-Bora-Hansgrohe    | + 4 min 36 s     |

| Punktewertung | Punktewertung     | Punktewertung | Punktewertung      | Punktewertung |
| Fahrer        | Fahrer            | Land          | Team               | Punkte        |
| ------------- | ----------------- | ------------- | ------------------ | ------------- |
| 1.            | Biniam Girmay     | Eritrea       | Intermarché-Wanty  | 216 P.        |
| 2.            | Jasper Philipsen  | Belgien       | Alpecin-Deceuninck | 128 P.        |
| 3.            | Jonas Abrahamsen  | Norwegen      | Uno-X Mobility     | 107 P.        |
| 4.            | Arnaud De Lie     | Belgien       | Lotto Dstny        | 92 P.         |
| 5.            | Bryan Coquard     | Frankreich    | Cofidis            | 86 P.         |
| 6.            | Arnaud Démare     | Frankreich    | Arkéa-B&B Hotels   | 73 P.         |
| 7.            | Fernando Gaviria  | Kolumbien     | Movistar Team      | 73 P.         |
| 8.            | Dylan Groenewegen | Niederlande   | Team Jayco AlUla   | 71 P.         |
| 9.            | Kévin Vauquelin   | Frankreich    | Arkéa-B&B Hotels   | 70 P.         |
| 10.           | Tadej Pogačar     | Slowenien     | UAE Team Emirates  | 63 P.         |

| Bergwertung | Bergwertung         | Bergwertung            | Bergwertung                | Bergwertung |
| Fahrer      | Fahrer              | Land                   | Team                       | Punkte      |
| ----------- | ------------------- | ---------------------- | -------------------------- | ----------- |
| 1.          | Jonas Abrahamsen    | Norwegen               | Uno-X Mobility             | 33 P.       |
| 2.          | Tadej Pogačar       | Slowenien              | UAE Team Emirates          | 20 P.       |
| 3.          | Valentin Madouas    | Frankreich             | Groupama-FDJ               | 16 P.       |
| 4.          | Jonas Vingegaard    | Dänemark               | Team Visma \| Lease a Bike | 15 P.       |
| 5.          | Remco Evenepoel     | Belgien                | Soudal Quick-Step          | 12 P.       |
| 6.          | Stephen Williams    | Vereinigtes Königreich | Israel-Premier Tech        | 10 P.       |
| 7.          | Carlos Rodríguez    | Spanien                | Ineos Grenadiers           | 10 P.       |
| 8.          | Frank van den Broek | Niederlande            | Team dsm-firmenich PostNL  | 9 P.        |
| 9.          | Ion Izagirre        | Spanien                | Cofidis                    | 8 P.        |
| 10.         | Juan Ayuso          | Spanien                | UAE Team Emirates          | 8 P.        |

| Nachwuchswertung | Nachwuchswertung  | Nachwuchswertung       | Nachwuchswertung           | Nachwuchswertung |
| Fahrer           | Fahrer            | Land                   | Team                       | Zeit             |
| ---------------- | ----------------- | ---------------------- | -------------------------- | ---------------- |
| 1.               | Remco Evenepoel   | Belgien                | Soudal Quick-Step          | 31 h 21 min 46 s |
| 2.               | Juan Ayuso        | Spanien                | UAE Team Emirates          | + 1 min 43 s     |
| 3.               | Carlos Rodríguez  | Spanien                | Ineos Grenadiers           | + 1 min 58 s     |
| 4.               | Matteo Jorgenson  | Vereinigte Staaten     | Team Visma \| Lease a Bike | + 3 min 30 s     |
| 5.               | Santiago Buitrago | Kolumbien              | Bahrain Victorious         | + 5 min 20 s     |
| 6.               | Ilan Van Wilder   | Belgien                | Soudal Quick-Step          | + 6 min 10 s     |
| 7.               | Ben Healy         | Irland                 | EF Education-EasyPost      | + 8 min 26 s     |
| 8.               | Javier Romo       | Spanien                | Movistar Team              | + 12 min 40 s    |
| 9.               | Thomas Pidcock    | Vereinigtes Königreich | Ineos Grenadiers           | + 18 min 00 s    |
| 10.              | Maxim Van Gils    | Belgien                | Lotto Dstny                | + 20 min 54 s    |

| Mannschaftswertung | Mannschaftswertung         | Mannschaftswertung           | Mannschaftswertung |
| Team               | Team                       | Land                         | Zeit               |
| ------------------ | -------------------------- | ---------------------------- | ------------------ |
| 1.                 | UAE Team Emirates          | Vereinigte Arabische Emirate | 94 h 08 min 34 s   |
| 2.                 | Soudal Quick-Step          | Belgien                      | + 6 min 04 s       |
| 3.                 | Red Bull-Bora-Hansgrohe    | Deutschland                  | + 7 min 41 s       |
| 4.                 | Ineos Grenadiers           | Vereinigtes Königreich       | + 8 min 31 s       |
| 5.                 | Bahrain Victorious         | Bahrain                      | + 14 min 33 s      |
| 6.                 | Movistar Team              | Spanien                      | + 16 min 01 s      |
| 7.                 | Team Visma \| Lease a Bike | Niederlande                  | + 18 min 34 s      |
| 8.                 | EF Education-EasyPost      | Vereinigte Staaten           | + 25 min 53 s      |
| 9.                 | Lidl-Trek                  | Vereinigte Staaten           | + 34 min 32 s      |
| 10.                | Team dsm-firmenich PostNL  | Niederlande                  | + 43 min 44 s      |

## Ausgeschiedene Fahrer
- Mads Pedersen (Lidl-Trek): Aufgrund der Folgen eines Sturzes auf der 5. Etappe nicht gestartet.[4]